# Cyklotem
Cyklotem – zespół osadów powstałych w czasie jednego cyklu sedymentacyjnego.
Cyklotemami są, między innymi, sekwencje ewaporatowe, osady węglonośne, sekwencje transgresywno-regresywne oraz osady fliszowe.